# Aedes aurimargo
Aedes aurimargo är en tvåvingeart som beskrevs av Edwards 1922. Aedes aurimargo ingår i släktet Aedes och familjen stickmyggor. Inga underarter finns listade i Catalogue of Life.